# 15-я армия (Япония)
15-я армия (яп. 第15軍) — объединение (общевойсковая армия) Императорской армии Японии, принимавшая участие в боевых действиях в Юго-Восточной Азии во время Второй мировой войны.
Сформирована 9 ноября 1939 года под командованием генерала Иида. Входила в состав Южной группы армий, её основной задачей был намечен захват британской колонии Бирмы. Для выполнения этого, армии, на тот момент дислоцировавшейся в Индокитае требовалось пересечь Таиланд. 8 декабря 1941 года 33-я и 55-я дивизии из состава армии, возглавляемые частями Императорской гвардии вторглись в Таиланд из Камбоджи при поддержке высадившегося южнее Бангкока 143-го пехотного полка. Сопротивление таиландцев длилось всего несколько часов, затем правительство Таиланда разрешило проход японских войск через свою территорию.
15-я армия вторглась в бирманскую провинцию Тенассерим. Её 33-я пехотная дивизия выдвигалась с территории северного Таиланда, 21 декабря 1941 года подписавшего договор о дружбе с Японией. Армия быстро продвигалась через южную Бирму, разбив в нескольких сражениях британско-индийскую Бирманскую армию, и захватив столицу Рангун 7 марта 1942 года. Армия, усиленная войсками, высвободившимися после падения Сингапура, продвигалась на север, в центральную Бирму, окончательно изгнав английские и китайские войска.
В течение следующего года, 15-я армия несла оккупационную службу в Бирме, отразив наступление союзников в Аракане и нанеся тяжёлые потери рейдовой группе Орда Уингейта.
В 1944 году 15-я армия была подчинена Бирманскому фронту, а генерал-лейтенант Иида отозван в Японию. Командование принял генерал-лейтенант Мутагути, настаивавший на необходимости наступления против Британской Индии, которое началось в марте под названием Операция «У-Го». Из-за плохой логистики и недооценке Мутагути предстоявших трудностей на коммуникациях, 15-я армия была почти полностью разгромлена в битвах при Импхале и Кохиме.
Мутагути, его начальник штаба Куномура, и несколько других офицеров были смещены, командование принял генерал-лейтенант Катамура. По завершении сезона дождей остатки армии пытались остановить наступление союзников в Бирме, отступив за реку Иравади. Однако, они оказались не в состоянии воспрепятствовать занятию британскими и индийскими войсками плацдармов через реку. После захвата Мандалая 15-й армии оставалось только дезорганизованно отступать на юг. Остатки армии позже вошли в состав 18-го фронта.
15-я армия была расформирована в провинции Лампанг, Таиланд после капитуляции Японии.